# Tigranes VII d'Armènia
Tigranes VII (en armeni: Տիրան) va ser rei d'Armènia de l'any 339 al 350 (o potser el 363). Era de la dinastia Arsàcida i client de l'Imperi Romà.
Tigranes VII, era fill i successor de Khosrov III d'Armènia i d'una dona de la que no es coneix el nom, i net de Tiridates III. Va accedir al tron l'any 339, i se sap molt poc de la seva vida abans de ser rei. Quan va pujar al tron, va continuar la guerra contra L'Imperi Sassànida. Els armenis havien patit una greu derrota l'any 338 o 339, en què va morir el seu cap Vatxè Mamiconi i la direcció de la guerra va passar a Arxavir Camsaracà, príncep de Shirak i de l'Arsharuniq. Mesos després va morir el patriarca Verthanes i el va succeir el seu fill Husik (potser l'any 341). Va ofendre al rei i aquest va fer matar a cops el patriarca i el bisbe Daniel de Taron que li recriminava els fets. Però els dos fills de Husik, Pap i Atanakines van ser proposats pels clergues com a Patriarques. Van refusar el nomenament i va ser nomenat patriarca un parent anomenat Pharen o Faren d'Ashtishat (348-352), últim descendent de la família de Gregori l'Il·luminat, ja que a la seva mort va ser elegit Shahak de Manazkert (352-353) d'una altra família.
Zora Reixtuní es va revoltar contra el rei, ajudat pels Arzerunis, en protesta pel tracte del rei a l'església. Sembla que era un cristià tebi i defensava algunes propostes de l'arianisme. Tigranes va atacar Zora Reixtuní a Timoriq (província de Kordjaiq o Gordiene) i abandonat pels seus soldats es va rendir. Tigranes va ordenar l'extermini de les famílies Reixtuní i Arzerunis dels que només es van salvar dos membres, Tadjat Reixtuní (nebot de Zora) i Savaspes Arzeruni, que van ser protegits per Vardanes i Vasaces Mamiconi.
Segons Faust de Bizanci, el marzban (governador) o sàtrapa persa de Mèdia, anomenat Varaz Shapur, va ser invitat a una cacera a Armènia. En una festa el persa va capturar traïdorament al rei i al príncep hereu Àrsaces II. Tigranes va ser cegat i el marzban va tornar al seu país amb Tigranes (Faust l'anomena Diran). Això va ser cap a l'any 350. Moisès de Khorèn explica la història de diferent manera: el rei Tigranes (Diran) havia proveït l'emperador Julià l'Apòstata amb auxiliars, i fins i tot el rei armeni va retornar al paganisme; més tard el rei de Pèrsia Sapor II va entrevistar-se amb Tigranes i per venjar-se de l'ajut als romns el va capturar traïdorament i el va fer cegar, donant la corona al seu fill Àrsaces II (cap al 363). Una altra versió diu que els perses van ser vençuts i van alliberar el rei cec, que al tornar va abdicar en el seu fill Àrsaces II. El rei hauria estat estrangulat secretament pel seu camarlenc per ordre del seu fill Àrsaces, gelós que el pare afavoria al príncep Gnel. Va ser enterrat a Kevach al peu de l'Aragats, sense atorgar-li una sepultura reial.
El rei hauria tingut tres fills:
- Artaxes, mort abans del 350, pare de Tirit, corresponsable de la mort del seu cosí Gnel.
- Àrsaces II, rei d'Armènia.
- Terdat (Tiridates), ostatge a l'Imperi Romà d'Orient, executat per ordre de l'emperador Valentinià I quan Àrsaces es va aproximar diplomàticament a Pèrsia. Era el pare del príncep Gnel.[1]